# NGC 89
NGC 89 (другие обозначения — ESO 194-11, SGC 001855-4855.1, PGC 1374) — тусклая галактика южного полушария неба, находящаяся в созвездии Феникса; вместе с NGC 87, NGC 88 и NGC 92 входит в Квартет Роберта — компактную группу взаимодействующих галактик.
Этот объект входит в число перечисленных в оригинальной редакции «Нового общего каталога».
NGC 89 находится на расстоянии 160 млн св. лет к и относится классу спиральных галактик.
Имеет околоядерное кольцо из которого исходят два симметричных спиральных рукава.
Полузвёздное голубое ядро галактики является сейфертовским второго типа.
От галактики исходит джет (выброс) ионизированного водорода (HII) в сторону NGC 92 (на фотографии вверху слева), видимый в линиях Hα. Характеризуется малым содержание HI относительно других членов группы; масса же молекулярного водорода (H2) значительна — около 108,6 масс Солнца.